# Filip Vávra
Filip Vávra (* 13. října 1977 Praha) je český aktivista, publicista a spisovatel, označovaný za zakladatele neonacistické organizace Národní odpor. Vávra se nicméně brání, že věc ohledně založení organizace Národní odpor byla složitější a ne tak, jak ji prezentují média.

## Život
Narodil se v Praze na Vinohradech, kde žije dosud. Jeho otcem byl český hudebník Vítězslav Vávra. Jeho dědeček, Vlastimil Vávra, byl vědecký pracovník Vojenského historického ústavu v Praze. Studoval na Anglo-americké univerzitě v Praze, obor Business Administration. Studium ukončil bakalářskou zkouškou v září 2004. V roce 2008 byl přijat na navazující magisterské studium na Katedru severoamerických studií Fakultě sociálních věd Univerzity Karlovy. Toto magisterské studium nedokončil.
Na začátku 90. let 20. století byl aktivní v subkultuře skinhead, od které se v polovině 90. let posunul více k politickému aktivismu. V září 1999 byl u založení skupiny Národní odpor Praha (NO Praha). Krátce byl předním aktivistou této skupiny, ale po sporech s dalšími aktivisty se z této skupiny stáhl. V lednu 2000 odjel do Irska. NO Praha se přeměnila z politické skupiny na skupinu pořádající hudební krajně pravicové koncerty. Po svém návratu z Irska v září 2000 za NO Praha mluvil na demonstraci proti sjezdu Mezinárodního měnového fondu v Praze, poté vstoupil do Vlastenecké republikánské strany během sjezdu strany v březnu 2001. Strana byla poté přejmenována na Národně sociální blok (NSB). Tento název ovšem nebyl Ministerstvem vnitra České republiky povolen. Prošel poté název Pravá Alternativa. Strana nedokázala překonat názorové rozdíly svých aktivistů a ke konci roku 2001 se rozpadla. Vávra se poté 1. května 2002 se účastnil neonacistické demonstrace v Brně, která byla policií rozehnána. V roce 2007 mu vyšla jeho první kniha, sci-fi román Nebeská družina.
V dubnu 2009, v době studií na Katedře severoamerických studií, po dohodě s dalšími studenty a některými profesory realizoval příjezd amerického aktivisty a bývalého vůdce Ku-klux-klanu Davida Dukea, který měl na katedře diskutovat se studenty. Setkání bylo znemožněno policií, která Dukea se souhlasem státní zástupkyně zatkla a týž den i obvinila. Cizinecká policie poté rozhodla, že Duke musí do půlnoci 25. dubna 2009 opustit Česko a Duke tak i učinil. Filip Vávra tehdy odmítl s policií spolupracovat a za odmítnutí svědectví dostal pokutu, která byla později zrušena[zdroj⁠?!]. Obvinění bylo v září 2009 státní zástupkyní zastaveno i proti Dukemu. V rozhovoru pro časopis Reflex v létě 2017 Vávra uvedl, že není součástí Národního odporu již od roku 2000.
V roce 2011 poskytl rozhovor internetovému portálu Parlamentní listy, v němž tvrdil, že Útvar pro odhalování organizovaného zločinu vyvíjí tlak na jeho tehdejší zaměstnavatele.
V červenci 2017 vydal vlastním nákladem knihu Těžký boty to vyřešej hned shrnující historii počátků skinheads zejména v Praze v období z přelomu 80. a 90. let 20. století. Vávra je trenérem CrossFitu.
Obvodní soud pro Prahu 1 k 30. 5. 2018 zastavil 8 let trvající trestní stíhání proti Vávrovi a dalším ve věci tzv. Samolepkového procesu. V zatím nepravomocném rozsudku soud také komentoval Národní odpor vycházejíc z Manifestu Národního odporu z roku 1999 a uvedl, že "základní program hnutí Národní odpor a všechny jeho přívržence nelze a priori pokládat za neonacistický, antisemitistický, rasisticky a násilně smýšlející". Soud také uvedl, že postoje Národního odporu z roku 1999, kdy byl jeho součástí i Vávra, jsou dnes běžnou součástí politického diskursu v ČR. Státní zástupkyně Zdeňka Galková však podala proti usnesení soudkyně Dany Šindelářové stížnost. Stíhání bylo začátkem září 2019 definitivně zastaveno.

## Server Středoevropan
V lednu 2017 spustil zpravodajské internetové stránky Středoevropan, kde figuruje k lednu 2018 jako jediný stálý redaktor. Od 18. dubna 2019 jsou web a facebookové stránky neaktivní. Relevantnost serveru je opakovaně zpochybňována například projektem Manipulatoři.cz, zaměřujícím se na boj s hoaxy a manipulacemi. Vávra se chtěl proti tvrzením uvedeným na webu Manipulátoři.cz soudně bránit. Nezaplatil však soudní poplatek a soud proto řízení zastavil. Web Středoevropan.cz se rovněž nachází na seznamu stránek se sporným obsahem Konspiratori.sk. Seznam vytváří odborná komise. Vávra se k projektu Konspiratori.sk kriticky vyjádřil, když zveřejnil komunikaci se zástupci tohoto serveru. Z ní vyplývá, že umístění webu Středoevropan.cz na jejich seznam není objektivní, ale subjektivní, a že autoři seznamu Vávrovi 4 měsíce neuměli dát konkrétní příklady, proč jeho web na seznamu je. Vávra upozorňuje, že po naléhání mu web "vylepšil" známku hodnocení, ale opět nedoložil konkrétní důvody. Z komunikace vyplývá, že konkrétní web se na seznam dostane na základě subjektivního a nepřezkoumatelného hodnocení poroty, která své důvody nijak nekomentuje. O dezinformacích webu Středoevropan a o extremistické minulosti Filipa Vávry psal rovněž publicistický web Hlídací Pes.

## Ohlas v kultuře
Český graffiti a hiphopový umělec Vladimír Brož ze skupiny PSH vydal v roce 2013 svou druhou sólovou desku, Idiot. Jednou z skladeb na albu je píseň Planeta Praha, popisující umělcovo mládí, v jejímž textu vystupuje Filip Vávra jako jeden z aktérů.
| „                              | Zato Filip V. živil v životě hněv. Hailoval po městě, chtěl vidět krev. | “ |
| — Vladimír Brož, Planeta Praha |                                                                         |   |

V roce 2020 vydal sólové hudební album s názvem "Definice vlastenectví". V jednom ze songů se vymezuje proti multikulturalismu v Praze.
| „                                                   | Václavák je večer velká noční můra. Jak cizí si ve svým městě připadáš. Tleskej tomu jinak řeknou že si stvůra. A usměj se ať nadšeně vypadáš. Čím dál víc je to Babylon Praha! Rodnou řeč tu slyšíš už jen z vlastní pusy. Krajana když potkáš tak ho obejmeš. Věříš, že ten chaos jednou skončit musí. A doufáš, že se z toho všeho nesejmeš. | “ |
| — Filip Vávra, Definice vlastenectví, Babylon Praha | |   |

## Knihy
- Nebeská družina, Naše vojsko, 2007, ISBN 978-80-206-0869-7
- Těžký boty to vyřešej hned, FIVA, 2017, ISBN 978-80-906875-0-9
- Lesní válka, FIVA, 2018, ISBN 978-80-906875-2-3

## Diskografie
Definice vlastenectví (2020) (online album)
1. Pražské barikády
2. Babylon Praha
3. Boj v kostele
4. Jenom ne strach
5. Zastavený příval
6. Psohlavec
7. Legionář
8. Starý Vyšehrad
9. Čechy